# Dun Telve

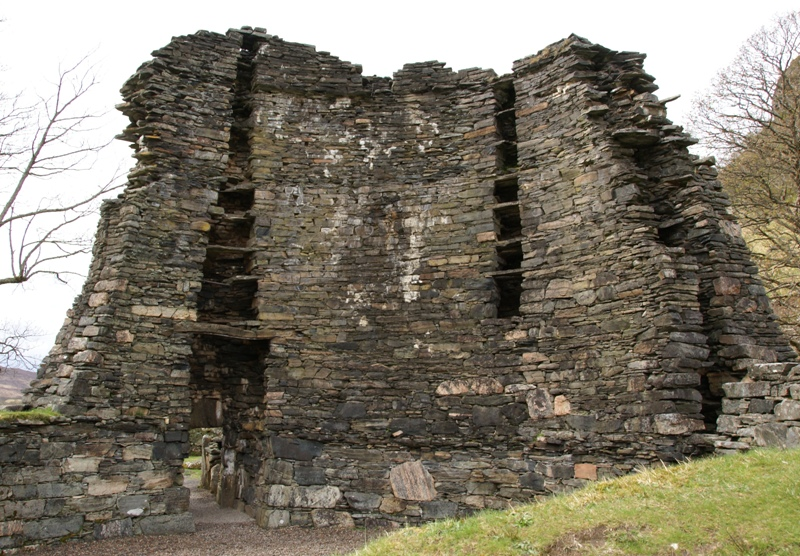
Dun Telve, galerijen aan de binnenzijde

Dun Telve is een broch uit de ijzertijd, gelegen ten zuiden van Glenelg in de Schotse regio Highland, en wordt beschouwd als de best bewaarde broch in Schotland na de Mousa Broch.

## Beschrijving
De broch Dun Telve, een van de Glenelg Brochs, was een stenen toren van tien meter hoog en aan de basis zo'n 4,5 meter breed, gebouwd tussen de 400 v.Chr. en 100 n.Chr. De gebruikte techniek was droge steen, waarbij enkel losse stenen werden gestapeld. De broch ligt in een vallei.
De toren heeft slechts één ingang waarnaast zich in de muur kleine kamers bevonden die hoogstwaarschijnlijk dienden als wachtkamers. De broch bestaat uit twee concentrische muren waartussen zich trappen en kamers bevonden, vermoedelijk enkel bedoeld voor opslag. Tegen de binnenmuren zouden op verschillende niveaus houten constructies zijn gebouwd die woon- en slaapgelegenheid boden. In de centrale ruimte in de toren werden vermoedelijk dieren gestald als er gevaar dreigde. In het midden bevond zich een stenen haard. Vermoedelijk was de broch oorspronkelijk niet open maar voorzien van een dak.
In Dun Telve zijn er aanwijzingen gevonden dat er een tweede vloer is aangebracht in een later stadium. Slechts een deel van de muren staat nog overeind, de hoogste plaats meet 10,1 meter. In de muren zijn vier galerijen en een deel van een vijfde overgeleverd.

## Beheer
Dun Telve wordt beheerd door Historic Environment Scotland, net als de 500 meter oostelijker gelegen Dun Troddan.